# 陳宗虞
陳宗虞（1523年—？年），字于韶，號六亭，四川保寧千戶所軍籍。明朝政治人物。

## 生平
治《春秋》，嘉靖二十五年（1537年）由國子生中式丙午科四川鄉試第二名舉人，嘉靖二十九年庚戌科會試第二百一名，第三甲第一百四十七名進士。官至江西布政使司右参议，四十三年闰二月科道拾遗，令冠帶閑住。有《卧云楼稾》、《六亭集》。

## 家族
曾祖陳政；祖陳敏；父陳信；前母邢氏；母楊氏；繼母陸氏。具慶下。行二，兄陳吉；陳宗周（貢士）。